# Dobriànitsi
Dobriànitsi (en rus: Добряницы) és un poble de l'óblast de Leningrad, a Rússia, que el 2017 tenia 38 habitants, pertany al districte de Vólossovo.